# Листоед гладкий
Листоед гладкий (лат. Chrysolina polita) — вид жуков из подсемейства хризомелин (Chrysomelinae) семейства листоедов. Распространён в Европе, Малой Азии, на Кавказе, в Сибири, Алтае, Туве, Казахстане, Центральной Азии, Монголии, на Дальнем Востоке России, на севере и западе Китая. Жуки населяют сырые луга и берега водоёмов. Кормовыми растениями являются представители семейства яснотковых (мята, душица, зюзник). Длина тела жуков 6,5—8,5 мм. Всё тело, кроме надкрылий, зелёное, реже синее, с металлическим отблеском.
Известно три подвида:
- Chrysolina polita adamsi (Balý, 1879) — Сибирь, Иран, западный и северный Китай;
- Chrysolina polita ogloblini (Ter-Minassian, 1950) — Армения;
- Chrysolina polita polita (Linnaeus, 1758) — Палеарктика.